# Ragunda församling
Ragunda församling är en församling inom Svenska kyrkan i Södra Jämtland-Härjedalens kontrakt av Härnösands stift. Ragunda församling ingår i Sydöstra Jämtlands pastorat och ligger i Ragunda kommun i östligaste Jämtland, Jämtlands län.
Församlingskyrkan är Ragunda nya kyrka, men även Ragunda gamla kyrka finns kvar. 

## Administrativ historik
Församlingen har medeltida ursprung. 1589 utbröts Stuguns församling. 
Församlingen var till 1 maj 1873 moderförsamling i pastoratet Ragunda och Fors som från omkring 1350 också omfattade Håsjö församling och Hällesjö församling och från 1589 Stuguns församling. Från 1 maj 1873 till 1881 moderförsamling i pastoratet Ragunda, Fors, Hällesjö, och Håsjö. Från 1881 till 1 maj 1903 moderförsamling i pastoratet Ragunda Hällesjö, och Håsjö. Från 1 maj 1903 till 2016 utgjorde församlingen ett eget pastorat. Från 2016 till 2022 ingick församlingen i Fors och Ragunda pastorat, därefter ingår församlingen i Sydöstra Jämtlands pastorat. 

## Kyrkoherdar
Lista över kyrkoherdar.
| Ämbetstid | Namn                          | Levnadstid      | Övrigt                                    |
| --------- | ----------------------------- | --------------- | ----------------------------------------- |
| 1347–1348 | Erik Gummeson                 |                 |                                           |
| 1378      | Laffrens                      |                 |                                           |
| 1427–1451 | Paedher Laurensson            |                 |                                           |
| 1472      | Daniel                        |                 |                                           |
| 1484–1489 | Symon Nielson                 |                 |                                           |
| 1492–1503 | Symon Laffrensson             |                 |                                           |
| 1548–1553 | Anders Björnsson              |                 |                                           |
| 1566–1570 | Benkt Larsson                 |                 |                                           |
| 1570–1592 | Erik Jonsson                  |                 |                                           |
| 1596–1604 | Mogens Erikssön               |                 |                                           |
| 1611–1613 | Severinus Petrejus            |                 |                                           |
| 1613–1633 | Peder Andersson               |                 |                                           |
| 1633–1658 | Hans Nielsen Berg             |                 |                                           |
| 1658–1678 | Olaus Claudii Rahm            | 1620-talet–1678 |                                           |
| 1678–1679 | Petrus Rockstadius            |                 | Senare kyrkoherde u Råneå församling.     |
| 1679–1723 | Salomon Hofverberg            | 1648–1723       |                                           |
| 1725–1739 | Christian Nic. Buscherus      | 1679–1739       |                                           |
| 1741–1754 | Wilhelm Wilh. Wargentin       | 1704–1754       |                                           |
| 1757–1766 | Salomon Nic. Klingberg        | 1710–1766       |                                           |
| 1767–1769 | Carl Åström                   | –1769           |                                           |
| 1772–1779 | Erik Holmer                   | –1779           |                                           |
| 1782      | Sven Hellström                |                 |                                           |
| 1785–1801 | Daniel Frisendahl             | 1745–1801       |                                           |
| 1803–1808 | Abraham Sundberg              |                 | Senare kyrkoherde i Sollefteå församling. |
| 1808–1812 | Erik Ågren                    | 1759–1812       |                                           |
| 1815–1838 | Daniel Tegnander              | 1767–1838       |                                           |
| 1840–1849 | Olof Elias Burman             | 1785–1849       |                                           |
| 1853–1865 | Pehr Nordstrand               | 1791–1865       |                                           |
| 1871–1906 | Johan Israel Naeslund         | 1822–1906       |                                           |
| 1908–     | Carl Fredrik Ferdinand de Ron | 1852–           |                                           |